# Cnephora subochrea
Cnephora subochrea là một loài bướm đêm trong họ Geometridae.